# 中国共产党河北省委员会
中国共产党河北省委员会，简称中共河北省委，是中国共产党在河北省的领导机关。
中共河北省委由中国共产党河北省代表大会选举产生。在代表大会闭会期间，执行中国共产党中央委员会的指示和中国共产党河北省代表大会的决议，领导河北省的工作，定期向中国共产党中央委员会报告工作。目前，倪岳峰担任该委员会书记，王正谱、王陆进担任该委员会副书记。

## 沿革
1930年12月24日，中央在处理立三路线中，决定取消北方局，顺直省委改为河北省委，领导顺直、晋、陕、甘、豫北党的工作。北方局组织部长阮啸仙任河北省委代理书记，顺直省委书记贺昌、顺直省委宣传部长余泽鸿、张昆第、北方局委员胡均鹤、河南省委书记童长荣、北平市委书记任国桢、王俊仙、保定特委书记郝清玉为河北省委委员，廖划平、陈复、山西临时省委书记刘天章、武正廷为候补委员。1931年1月，中共中央六届四中全会后，罗章龙擅自另立“中央非常委员会”，组织第二中央的分裂活动。原省委委员，团省委书记曹策也在河北组织“紧急会议筹备处”，脱离省委领导。罗章龙派遣曾在河北工作的张金刃、韩连会等人到河北活动，指导“紧急会议筹备处”，以“第二省委”自居，并派人到各地活动，组织“第二市委”、“第二特委”。这种情况下，河北省委无法工作。1931年1月底，中央派出徐兰芝、陈原道、贺昌组成代表团到天津。1月30日，中央代表团决定停止河北省委职权，由中央代表团代替。1931年2月6日在天津召开河北临时省委扩大会议，改组省委，中央特派员徐兰芝任书记，河南省委组织部长兼秘书长陈原道赴天津任中共河北临时省委组织部长，中共中央组织部组织科代科长刘亚雄（女）调任河北临时省委秘书长。2月18日，省委开除曹策、张金刃、韩连会的党籍。1931年2月临时省委派人到保定传达贯彻中共六届四中全会精神，纠正立三路线，整顿党的组织，保属特委因多数人支持团省委曹策等人“第二省委”的分裂活动而被撤销组织；组建了保定、石家庄两个中心市委和博蠡、涿州两个中心县委，直属省委领导。1931年3月下旬，河北临时省委召开会议，正式组建省委，徐兰芝任书记。
1931年4月8日中共河北临时省委在津召开扩大会议时被破坏，徐兰芝、陈原道、刘亚雄等13名省委主要干部全部被捕；与此同时“紧急会议筹备处”部分成员也被捕。4月10日，在直南巡视的阮啸仙回到天津，与省委军委书记廖划平等到北平组成中共河北临时省委坚持工作。1931年4月底，上海市沪中区区委书记殷鉴受党中央委派到北平重建河北省委。1931年5月8日河北省委在北平正式成立，殷鉴任书记。6月26日河北省委军委书记廖划平被捕叛变，随后省委书记殷鉴等30多名省委、北平市委干部被捕。省委机关遭到第二次大破坏。1931年7月，在东北巡视铁路工作的河北省委常委马辉之回到北平，与省委委员刘锡五等人自动组建河北临时省委，马辉之任河北省委代理书记。1932年9月，反帝大同盟北平分盟党团书记李铁夫（朝鲜人，原名韩伟键）任中共河北省委宣传部长、组织部长。1931年11月，中央派施滉、曾健加强省委力量。11月12日，由于遭人举报，马辉之、王德等四人被捕。省委机关遭到第三次大破坏。施滉（化名赵声）、曾健自动组建临时省委，施滉任书记。1931年12月，中央派人改组省委，原省委组织部长孟永祥任书记。1932年1月，省委恢复了保属特委，驻保定市，负责领导保定、清苑、涿州、定县、安国、望都、博野、蠡县、容城、满城、高阳、安平、深泽、饶阳、安新、徐水、完县、行唐、曲阳、易县、涞源、唐县等22个县党组织，共有党员1000多人。1932年5月，省委为加强保属地区工农运动的领导，创立“北方苏维埃区域”，改组保属特委，派黎亚克(李之道)任特委书记，领导了保定二师学潮。8月。又组织发动了高蠡暴动。学潮与暴动均遭到国民党保定当局的残酷镇压而失败，特委成员全部被杀，保定城乡党组织遭受严重破坏，特委组织活动中断。1932年8月到10月，省委组织了高阳、蠡县、灵寿、磁县的农民暴动。
1933年3月孔原（化名田夫、石心）以中央驻北方代表身份到河北，主持北方工作，“开展游击运动，创造北方苏区，建立红军”。孟永祥调江苏省委，施滉任河北省委代理书记。1933年，为支持冯玉祥察哈尔抗战，中共中央秘书长柯庆施任河北省委前线委员会书记。1933年5月到7月，河北省委、北平市委接连遭到破坏，数十人被捕，施滉等被害。河北省委第四次大破坏。1933年8月初，省委代理组织部长胡大海自动组建临时省委，设常委3人，未设书记。还不到一个月，省委代理组织部长被捕叛变，造成省委代理宣传部长等多人被捕。1933年10月23日，省委组织部长被捕叛变，导致省委多人被捕。这是河北省委第五次大破坏。1933年10月柯庆施任中共河北省委军委书记。1933年11月，孔原主持改组河北临时省委，吴雨铭代理书记，河北省委机关由白色恐怖严重的北平移到天津。1934年初，吴雨铭私自出走，省委推举组织部长孟用潜（化名孟坚）任书记。1934年3月，共青团江苏省委书记朱理治被上海中央局派到天津，先后任河北省委组织部部长。1934年3月30日，中央发出《致北方代表及河北省委的信》，河北临时省委作出《关于反对右倾取消主义的决议》。1934年6月，孟用潜被免职，省委宣传部长、秘书长等被开除党籍。1934年7月，孔原主持改组临时省委，朱理治代理省委书记。北平市委书记李常青任河北省军委书记。7月，王林任中共河北省委秘书长。1934年冬，中共上海中央执行局军委书记柯庆施又任中共河北省委军委书记。1935年2月，朱理治调陕北，高文华任中共河北省委书记。1935年5月，青岛临时市委书记李大章任河北省委宣传部部长。1935年6月，柯庆施任中共河北省委组织部部长。
1935年6月孔原调去上海，孔原指定由中共河北省委兼负北方局工作，“一个机构两块牌子”，成员有：
- 书记高文华并负责农村工作，主管河北省和冀中、冀南、冀鲁豫、鲁西等特委。
- 组织部长柯庆施负责军事与组织工作，主管冀东特委与北平市委。
- 宣传部长李大章负责宣传与交通工作，主管山东、山西，兼任天津市委书记

北方局下辖河北省委、山西省工委、山东省委、河南省临时工委、绥远省工委、山西省公开工委、鄂豫边省委、南方临时工委（辖贵州省工委、广西省工委）、烟台工委、南阳（中心）县委、宛属工委、垦区工委等一些地方组织。
孔原走后，北方局暨河北省委失掉了与中央的联系，发生了经费困难。也与中央失掉联系的广东、广西等地的党组织，也与北方局联系经费问题。1936年搬迁至天津法租界石教士路（Rue Chevrier）、今天津市和平区黑龙江路隆泰里19号。
1936年3月底，刘少奇以中央代表身份，从延安携新婚妻子谢飞赴天津，把北方局与河北省委分开。刘少奇任北方局书记，彭真任组织部长，陈伯达任宣传部长，林枫任秘书长兼天津市委书记。1937年2月，刘少奇率领北方局机关，由天津迁往北平。 
1937年4月，高文华到延安参加白区工作会议，马辉之主持中共河北省委工作。1937年5月，中共中央在延安召开了白区党代表会议。鉴于河北已形成事实上的平汉线国统区和冀东沦陷区，会议决定把河北省委划分为平汉线省委和冀东省委（敌后河北省委），分别由保属特委书记李菁玉在石家庄、中共京东特委书记李运昌在天津任书记。
1937年七七事变后北平的地下党疏散撤退，在太原重建北方局。1937年8月，冀东省委恢复河北省委名称，李运昌任书记，马辉之任河北省委组织部部长。1937年9月，李运昌被北方局派遣回家乡准备发动冀东大暴动；马辉之任省委书记，华北铁路工委书记吴德任中共河北省委组织部部长，东北军第53军中共工委书记林铁任河北省委军事部长。
1937年9月，随着开辟晋察冀边区，北方局组建了晋察冀省委，书记李葆华。
1937年10月，日军迫近石家庄，平汉线省委撤离前，派薛振彦（化名萧悌）代表省委留在冀中开展工作。当月，薛振彦把保东、保南两个特委合并为保属省委，书记张君，组建几十支抗日游击队整编成河北游击军。平汉线省委与八路军一二九师师部会合后，改组为冀豫晋省委，李菁玉任书记，开辟太行根据地。
1938年1月，北方局派鲁贲到冀中，把保属省委改为冀中省委，鲁贲任书记。
1938年1月，李菁玉任八路军东进纵队政委，开辟冀南抗日根据地。1938年3月，冀鲁豫省委在南宫县成立，李菁玉任书记。
1938年5月，北方局派黄敬到冀中主持第一次党代会，选举黄敬任书记。
1938年7月 河北省委撤离天津迁往冀东。1938年10月冀东大暴动结束，河北省委撤销。
1938年8月，根据中央指示，各抗日根据地省委均改为区委。

## 职责
根据《中国共产党地方委员会工作条例》，中国共产党地方委员会主要实行政治、思想和组织领导，承担下列职能：
1. 对本地区重大问题作出决策。
2. 通过法定程序使党组织的主张成为地方性法规、地方政府规章或者其他政令。
3. 加强对本地区宣传思想文化工作的领导，牢牢掌握意识形态工作领导权、话语权。
4. 按照干部管理权限任免和管理干部，向地方国家机关、政协组织、人民团体、国有企事业单位等推荐重要干部。
5. 支持和保证人大、政府、政协、法院、检察院、人民团体等依法依章程独立负责、协调一致地开展工作，发挥这些组织中党组的领导核心作用。
6. 加强对本地区群团工作和统一战线工作的领导。
7. 动员、组织所属党组织和广大党员，团结带领群众实现党的目标任务。

## 机构设置
根据《河北省机构改革方案》，中国共产党河北省委员会设置工作机关15个，工作机关管理的机关1个。中共河北省委设置下列机构：
- 中共河北省委办公厅

### 职能部门
- 中共河北省委组织部
- 中共河北省委宣传部
- 中共河北省委统一战线工作部
- 中共河北省委政法委员会
- 中共河北省委社会工作部

（省委办公厅挂雄安新区规划建设工作领导小组办公室牌子。省委组织部挂省公务员局牌子。省委宣传部挂省精神文明建设指导委员会办公室、省人民政府新闻办公室、省新闻出版局（省版权局）、省电影局牌子。省委统一战线工作部挂省人民政府侨务办公室、省宗教事务局牌子。）

### 办事机构
- 中共河北省委政策研究室
- 中共河北省委国家安全委员会办公室
- 中共河北省委网络安全和信息化委员会办公室
- 中共河北省委机构编制委员会办公室
- 中共河北省委军民融合发展委员会办公室
- 中共河北省委台湾工作办公室
- 河北省信访局
- 中共河北省委老干部局

（省委全面深化改革委员会办公室设在省委政策研究室。省委全面依法治省委员会办公室设在省司法厅。省委财经委员会办公室设在省发展和改革委员会。省委外事工作委员会办公室设在省人民政府外事办公室。省委审计委员会办公室设在省审计厅。省委教育工作领导小组秘书组设在省教育厅。省委农村工作领导小组办公室设在省农业农村厅。网络安全和信息化委员会办公室挂省互联网信息办公室牌子。省委台湾工作办公室挂省人民政府台湾事务办公室牌子。）

### 派出机关
- 中共河北省委省直机关工作委员会

（省委教育工作委员会与省教育厅合署办公，不计入机构限额。）

### 直属事业单位
- 中共河北省委党校
- 河北省社会主义学院
- 中共河北省委党史研究室
- 《河北日报》社
- 河北省档案馆

（市委党校挂河北行政学院牌子。河北省社会主义学院挂河北中华文化学院牌子。省档案馆挂省档案局牌子。）

### 工作机关管理的机关
- 中共河北省委保密机要局，由省委办公厅管理。

（省委保密机要局挂省国家保密局、省国家密码管理局牌子。）

## 历任书记
- 张庆黎（2011年8月28日-2013年3月20日）
- 周本顺（2013年3月20日-2015年7月24日），任期内因违法违纪被停职
- 赵克志（2015年7月31日-2017年10月28日）
- 王东峰（2017年10月28日-2022年4月22日）
- 倪岳峰（2022年4月22日-）

## 历届组成人员
中国共产党河北省委员会（1949年7月——1956年7月）
- 书记：林铁
- 副书记：马国瑞
- 代理书记：马国瑞（1952年1月一1952年12月）
- 第二书记：马国瑞（1953年1月一1955年8月）
- 副书记：薛迅（1952年2月一1955年8月）、阎达开（1954年4月一1956年7月）、张承先（1954年7月一1955年8月）、谷云亭（1955年4月一1955年8月）

第一届省委（1956年7月一文化大革命）
- 第一书记：林铁（1956年7月—1966年8月）、刘子厚（1966年8月—）
- 第二书记：刘子厚（1964年3月—1966年8月）
- 书记：马国瑞（1956年—1963年10月）、阎达开（—1966年12月）、张承先、谷云亭（—1958年4月）、刘子厚（1958年4月一1964年3月）、吴砚农（1958年4月一1965年7月）、解学恭（1958年4月一1961年3月）、万晓塘（1958年4月一1966年9月）、赵武城（1963年9月一1966年10月）、李颉伯（1964年1月一1966年12月）
- 候补书记：邓振西（1960年10月一1961年6月）、裴仰山（1960年12月一 ）、王路明（1960年12月一）

第二届省委（1971年5月一1985年5月）
- 第一阶段（1971年—1979年）
  - 第一书记：刘子厚（一1979年12月）
  - 第二书记：郑三生（一1975年10月）
  - 书记：马辉（一1979年12月）、刘海清（一1973年8月）、马杰（一1975年3月）
  - 副书记：吕玉兰（一1977年5月）、马力（一1977年2月）
  - 书记：王金山（1977年5月一1979年12月）、吕玉兰（1977年5月一1980年12月）、郭志（1978年11月一1983年3月）、王铮（1979年4月一1983年3月）、尹哲（1979年7月一1983年3月）、赵一民（1979年7月一1983年3月）、裴仰山（1979年7月一1982年6月）
  - 副书记：郭志（1977年5月一1978年11月）、尹哲（1977年5月一1979年9月）、杨泽江（1978年11月一1983年3月）、刘英（1978年11月一1983年3月）、岳宗泰（1979年7月一1983年3月）

- 第二阶段（1979年—1982年）
  - 第一书记：金明（1979年12月一1982年6月）
  - 第二书记：江一真（1979年4月一1982年6月）
  - 书记：李尔重（1980年1月一1982年6月）、刘秉彦（1981年12月一1983年3月）、高占祥（1983年1月一）
  - 副书记：解峰（1982年7月一1983年3月）、邢崇智（1982年7月一1983年3月）

- 第三阶段（1982年—1985年）
  - 第一书记：高扬（1982年6月一）
  - 常务书记：张曙光（1982年7月一1983年3月）
  - 书记：张曙光（1983年3月一）、邢崇智（1983年3月一  ）、解峰（1983年3月一）

第三届省委（1985年5月一1990年6月）
- 书记：邢崇智
- 副书记：张曙光（—1986年3月）、高占祥（—1986年1月）、解峰、李文珊（1986年2月—）、吕传赞（1986年7月—）、岳岐峰（1986年7月—）

第四届省委（1990年7月—1995年10月）
- 书记：邢崇智（—1993年1月）、程维高（1993年1月—1995年10月）
- 副书记：程维高（1990年7月—1993年1月）、吕传赞（1990年7月—1995年10月）、李炳良（1990年7月—1995年10月）、叶连松（1993年4月—1993年5月）、陈玉杰（1994年3月—）、许永跃（1994年3月—）

第五届省委（1995年一2000年）
- 书记：程维高（1995年10月—1998年10月）、叶连松（1998年10月－2000年6月）、王旭东（2000.06－2001年12月）
- 副书记：叶连松（1995年10月—1998年10月）、李炳良（1995年10月—1997年12月）、陈玉杰（女，1995年10月—1996年7月）、许永跃（1995年10月—1998年3月）、卢展工（1996年8月—1998年10月）、赵金铎（1997年12月—2001年12月）、赵世居（1998年4月—2001年12月）、钮茂生（1998年11月—2001年12月）、刘德旺（2000年12月—2001年12月）、张毅（2001年10月—2001年12月）
- 常委：程维高（1995年10月—1998年10月）、叶连松（1995年10月—2000年6月）、李炳良（1995年10月—1997年12月）、陈玉杰（女，1995年10月—1996年7月）、许永跃（1995年10月—1998年3月）、滑兵来（1995年10月—1998年8月）、韩立成（1995年1月—1998年1月）、赵金铎（满族，1995年10月—2001年12月）、栗战书（1995年10月—1998年8月）、吴野渡（1995年10月—2001年12月）、赵世居（1995年10月—2001年12月）、张士儒（1995年10月—2001年12月）、丛福奎（1995年10月—2000年6月）、卢展工（1996年8月—1998年10月）、冯文海（1997年12月—2001年12月）、陈来立（1997年12月—2001年12月）、陈玉田（1998年10月—2001年12月）、刘德旺（1998年10月—2001年12月）、钮茂生（1998年11月—2001年12月）、张群生（1999.2—2001年12月）、王旭东（2000年6月—2001年12月）、郭庚茂（2000年12月—2001年12月）、张毅（2001年10月—2001年12月）

第六届省委（2001年12月一2006年11月）
- 省委书记：王旭东（2001年12月－2002年11月）、白克明（2002年11月－2006年11月）
- 副书记：钮茂生（2001年12月－2002年12月）、赵世居（2001年12月－2004年12月）、刘德旺（2001年12月－2006年11月）、张毅（2001年12月－2006年11月）、冯文海（2001年12月—2005年3月）、季允石（2002年12月—2006年11月）、郭庚茂（2006年10月—2006年11月）
- 常委：王旭东（2001年12月－2002年11月）、钮茂生（2001年12月－2002年12月）、赵世居（2001年12月－2004年12月）、刘德旺（2001年12月－2006年11月）、张毅（2001年12月－2006年11月）、冯文海（2001年12月－2005年3月）、白克明（2002年11月－2006年11月）、陈玉田（2001年12月－2005年1月）、张群生（2001年12月－2006年2月）、郭庚茂（2001年12月－2006年11月）、吴振华（2001年12月－2006年11月）、王学军（2001年12月－2004年2月）、付志方（2001年12月－2006年11月）、陈秀芳（2001年12月－2006年2月）、刘金国（2002年12月－2005年3月）、季允石（2002年12月－2006年11月）、张力（2004年3月－2006年11月）、车俊（2005年3月－2006年11月）、臧胜业（2005年3月－2006年11月）、张和（2005年3月－2006年11月）、赵勇（2005年11月－2006年11月）、段端武（2006年5月－2006年11月）

第七届省委（2006年11月一2011年11月）
- 省委书记：白克明（2006年11月—2007年8月）、张云川（2007年8月—2011年8月）、张庆黎（2011年8月—）
- 副书记：郭庚茂（2006年11月—2008年3月）、胡春华（2008年3月—2009年12月）、张毅（2006年11月—2007年10月）、车俊（2008年5月—2010年6月）、陈全国（2009年12月－2011年8月）、付志方（2010年8月—）、张庆伟（2011年8月—）
- 常委：白克明（2006年11月—2007年8月）、张云川（2007年8月—2011年8月）、郭庚茂（2006年11月—2008年3月）、胡春华（2008年3月—2009年12月）、张毅（2006年11月—2007年10月）、车俊（2006年11月—2010年6月）、段端武（2006年11月—2007年12月）、付志方（2006年11月—2010年8月）、杨崇勇（2007年12月—）、赵勇（2006年11月—）、张力（2006年11月—2008年6月）、臧胜业（2006年11月—）、张彦欣（2007年11月—）、王其江（2006年11月—2008年6月）、刘永瑞（2006年11月—）、吴显国（2006年11月—2008年9月）、聂辰席（2006年11月—）、梁滨（2008年5月—）、张越（2008年6月—）、孙瑞彬（2010年8月—）、景春华（2010年12月—）

第八届省委（2011年11月—2016年11月）
- 书记：张庆黎（—2013年3月）、周本顺（2013年3月—2015年7月，严重违纪被查）、赵克志（2015年7月—）
- 副书记：张庆伟、赵勇（—2016年10月）、李干杰（2016年10月—）
- 常务委员：张庆黎（—2013年3月）、张庆伟、赵勇（—2016年10月）、史鲁泽（—2014年12月）、杨崇勇（—2016年1月，2017年4月严重违纪被查）、梁滨（—2014年11月，严重违纪被查）、臧胜业（—2014年8月）、聂辰席（—2012年10月）、张越（—2016年4月，因严重违纪被调查）、孙瑞彬、景春华（—2015年3月，严重违纪被查）、田向利（女）、艾文礼（—2015年9月）、周本顺（2013年3月—2015年7月，严重违纪被查）、范照兵（2013年7月—）、陈超英（2014年8月—）、梁田庚（2014年12月—）、李光聚（2015年1月—2015年11月）、焦彦龙（2015年4月—）、赵克志（2015年7月—）、邵亨（2015年11月—）、袁桐利（2016年5月—）、董仚生（2016年6月—）、李干杰（2016年10月—）

第九届省委（2016年11月—2021年11月）
- 书记：赵克志（—2017年10月）、王东峰（2017年10月—）
- 副书记：张庆伟（—2017年4月）、李干杰（—2017年5月）、许勤（2017年4月—2021年10月）、赵一德（2018年3月—2020年7月）、陈刚（2020年10月—2020年12月）、廉毅敏（2021年9月—）、王正谱（2021年10月—）
- 常务委员：赵克志（—2017年10月）、张庆伟（—2017年4月）、李干杰（—2017年5月）、陈超英（—2017年1月）、田向利（女，—2017年12月）、梁田庚（—2020年10月）、袁桐利、焦彦龙、董仚生、邢国辉（—2021年4月）、商黎光（—2017年6月）、高志立、梁惠玲（女，2017年1月—2018年10月）、许勤（2017年4月—2021年10月）、陈刚（2017年5月—2020年12月）、童建明（2017年7月—2018年6月）、王东峰（2017年10月—）、王浩（2017年12月—2019年9月）、韩晓东（2017年12月—2018年5月）、赵一德（2018年3月—2020年7月）、冉万祥（2018年8月—）、刘爽（2018年10月—2021年11月）、李宁（2018年11月—）、张古江（2020年1月—）、廉毅敏（2020年10月—）、张国华（2020年12月—）、张政（2021年3月—）、张超超（2021年4月—）、王正谱（2021年10月—）、刘昌林（2021年11月—）、柯俊（2021年11月—）

第十届省委（2021年11月至今）
- 书记：王东峰（—2022年4月）、倪岳峰（2022年4月—）
- 副书记：王正谱、廉毅敏（—2023年1月）、王陆进（2024年6月—）
- 常务委员：王东峰（—2022年4月）、王正谱、廉毅敏（—2023年1月）、张超超、刘昌林、张政（—2024年2月）、张国华、夏延军（女，—2024年2月）、葛海蛟（—2023年3月）、柯俊、董晓宇、武卫东、赵革（—2022年5月，去向不明）、王继平（2022年4月—2023年4月）、倪岳峰（2022年4月—）、傅晓东（2023年4月—2025年3月）、严鹏程（2023年5月—2024年4月）、张成中（2023年7月—）、左力（女，2024年2月—）、常斌（2024年4月—）、王陆进（2024年6月—）、胡巨民（2025年3月—）、赵辰昕（2025年5月—）